# Hertog van Cornwall
Hertog van Cornwall is een Engelse dynastieke titel. Het Hertogdom Cornwall bestaat sinds 1336 en is daarmee het oudste hertogdom van Engeland.
De hertog van Cornwall is traditioneel de oudste zoon van de Engelse, later Britse, monarch. De huidige hertog is prins William.

## Geschiedenis
In de vroege Britse geschiedenis kwamen een aantal mythische hertogen van Cornwall voor. Een bekende is Gorlois, die volgens de legende in opstand kwam tegen koning Uther Pendragon, omdat deze zijn vrouw Igraine verleidde. De vrucht van Uthers en Igraines liefde was de latere koning Arthur.
Sinds 1336 behoort het hertogdom Cornwall steeds aan de oudste zoon van de Engelse, later Britse, koning. Het hertogdom is het oudste van de 35 nog bestaande hertogdommen in het Verenigd Koninkrijk. De eerste hertog was Eduard de Zwarte Prins die in 1336 Hertog van Cornwall werd. Omdat deze vóór zijn vader Eduard III van Engeland stierf werd zijn zoon, de latere Richard II van Engeland, de tweede hertog van Cornwall. Toen Richard zijn grootvader opvolgde smolt het hertogdom samen met de kroon omdat de Engelse koning geen andere titels kan dragen.
In 1421 werd het huidige regime waarin het hertogdom Cornwall een ruim van goederen voorziene apanage van de oudste zoon van de koning is in een charter vastgelegd. Dit charter is nog steeds geldig.
Wanneer de oudste zoon van een koning voor zijn vader sterft dan erft zijn zoon het Hertogdom Cornwall niet. Wanneer de oudste zoon van een koning sterft zonder zelf een wettige erfgenaam na te laten erft zijn broer het Hertogdom Cornwall wél.
Het hertogdom mag in principe nooit door een kleinzoon van de monarch worden beheerd. Vaak wordt de Hertog van Cornwall al snel na het verkrijgen van deze hertogelijke titel ook benoemd tot prins van Wales. Het is mogelijk om prins van Wales te zijn zònder Cornwall te bezitten; dat overkwam George III van het Verenigd Koninkrijk na de dood van zijn vader kroonprins Frederick.
Wanneer er geen hertog is vervalt het inkomen uit het Hertogdom Cornwall aan de Britse kroon.
In 1856 procedeerde het hertogdom tegen de Britse kroon. Inzet was het recht van het hertogdom op de status en voorrechten van een paltsgraafschap. In een arbitrage werd de Kroon opgedragen deze rechten te erkennen .
Sinds 1979 bestaat een richtlijn voor de Britse overheid om Cornwall steeds als hertogdom aan te duiden en niet als "graafschap" of "county".

## Het hertogdom Cornwall
Traditioneel heeft een hertog van Cornwall feodale rechten. Prins Charles ontving de, volgens het feodale recht verschuldigde, geschenken in 1973 op het kasteel van Launceston. Het ging om de gebruikelijke witte handschoenen, een paar jachthonden (greyhounds) een pond zwarte peper, een pond komijn, vergulde sporen, honderd shilling, een boog, pijlen, een speer en een dracht hout voor zijn haard. Minder romantisch maar nuttiger is het inkomen uit verpacht land en ander onroerend goed. De 570 vierkante kilometer grond in Cornwall, en vooral Devon, en kantoorgebouwen en winkels in Londen brengen veel geld op.
De hertogen hebben ook als paltsgraven bijzondere rechten. Zij benoemen de High Sheriff en bezitten het lucratieve recht van Bona Vacantia. Alle gevangen steuren behoren aan de Hertog en hij heeft recht op alle scheepswrakken en aangespoelde handelswaar uit wrakken.
Er zijn perioden geweest waarin het bezit slecht rendeerde.
In 2003 waren de inkomsten met bijna tien miljoen pond zeer hoog. De toenmalige prins Charles liet het hertogdom als een modern bedrijf besturen. Over de inkomsten is geen inkomstenbelasting verschuldigd maar de vorige hertog verkoos om dat op vrijwillige basis te doen. Zijn oudste zoon, prins William, volgde begin 2014 in Cambridge een tien weken durende blokcursus landbouwmanagement ter voorbereiding van zijn toekomstige beheerstaak in Cornwall.
Een "kanselier van het hertogdom Cornwall" heeft als minister zonder portefeuille zitting in het Britse kabinet. Zijn bemoeienis met het beheer van het hertogdom is gering. Als administratieve eenheid wordt het gebied bestuurd als iedere ander graafschap in het Verenigd Koninkrijk.

## Wapen
Het heraldische wapen van de hertogen is een veld van sabel (zwart) bezaaid met vijftien bezanten of koeken Or (goud) geplaatst 5,4,3,2 en 1. Een prins van Wales die ook hertog van Cornwall is (de titels werden in de laatste 230 jaar slechts eenmaal gescheiden) voert dit schild als een schildje onder zijn wapenschild. Ook het provinciaal bestuur van het hertogdom gebruikt dit schild.

## Lijst van hertogen van Cornwall
De hertogen met de wijze waarop zij het hertogdom verkregen en de wijze waarop zij het hertogdom verloren of moesten afstaan de kroon of een opvolger.
| Hertog van Cornwall         | Ouder                  | Voorganger                                   | Opvolger                         |
| --------------------------- | ---------------------- | -------------------------------------------- | -------------------------------- |
| Eduard de Zwarte Prins      | Eduard III             | 1337 (Parlement)                             | 1376 (Gestorven)                 |
| Richard van Bordeaux        | Eduard de Zwarte Prins | 1376 (Charter)                               | 1377 (Gekroond als Richard II)   |
| Hendrik van Monmouth        | Hendrik IV             | 1399 (Parlement)                             | 1413 (Gekroond als Hendrik V)    |
| Hendrik                     | Hendrik V              | 1421 (Oudste zoon van de koning)             | 1422 (Gekroond als Hendrik VI)   |
| Eduard van Westminster      | Hendrik VI             | 1453 (Oudste zoon van de koning)             | 1471 (Gestorven)                 |
| Eduard Plantagenet          | Eduard IV              | 1470 (Charter)                               | 1483 (Gekroond als Eduard V)     |
| Eduard van Middleham        | Richard III            | 1483 (Oudste zoon van de koning)             | 1484 (Gestorven)                 |
| Arthur Tudor                | Hendrik VII            | 1486 (Oudste zoon van de koning)             | 1502 (Gestorven)                 |
| Hendrik Tudor               | Hendrik VII            | 1502 (Dood van zijn broer Arthur)            | 1509 (Gekroond als Hendrik VIII) |
| Hendrik                     | Hendrik VIII           | 1511 (Oudste zoon van de koning)             | 1511 (Gestorven)                 |
| Hendrik                     | Hendrik VIII           | 1534 (Oudste zoon van de koning)             | 1534 (Gestorven)                 |
| Eduard                      | Hendrik VIII           | 1536 (Oudste zoon van de koning)             | 1536 (Gestorven)                 |
| Eduard Tudor                | Hendrik VIII           | 1537 (Oudste zoon van de koning)             | 1547 (Gekroond als Eduard VI)    |
| Hendrik Frederik Stuart     | Jacobus I              | 1603 (Oudste zoon van de koning)             | 1612 (Gestorven)                 |
| Karel Stuart                | Jacobus I              | 1612 (Dood van zijn broer Hendrik)           | 1625 (Gekroond als Karel I)      |
| Karel Jacobus Stuart        | Karel I                | 1629 (Oudste zoon van de koning)             | 1629 (Gestorven)                 |
| Karel Stuart                | Karel I                | 1630 (Oudste zoon van de koning)             | 1649 (Gekroond als Karel II)     |
| Jacobus Frans Eduard Stuart | Jacobus II             | 1688 (Oudste zoon van de koning)             | 1689 (Vader werd afgezet)        |
| George August               | George I               | 1714 (Oudste zoon van de koning)             | 1727 (Gekroond als George II)    |
| Frederik Lodewijk           | George II              | 1727 (Oudste zoon van de koning)             | 1751 (Gestorven)                 |
| George August Frederik      | George III             | 1762 (Oudste zoon van de koning)             | 1820 (Gekroond als George IV)    |
| Albert Eduard               | Victoria               | 1841 (Oudste zoon van de regerende koningin) | 1901 (Gekroond als Eduard VII)   |
| George                      | Eduard VII             | 1901 (Oudste zoon van de koning)             | 1910 (Gekroond als George V)     |
| Eduard                      | George V               | 1910 (Oudste zoon van de koning)             | 1936 (Regerend als Eduard VIII)  |
| Charles                     | Elizabeth II           | 1952 (Oudste zoon van de regerende koningin) | 2022 (Regerend als Charles III)  |
| William                     | Charles III            | 2022 (Oudste zoon van de koning)             |                                  |